# Ronde van Spanje 2014/Achttiende etappe
De achttiende etappe van de Ronde van Spanje 2014 werd gereden op 11 september 2014. Het was een bergrit over 173,5 km van A Estrada naar Mont Castrove (Meis). De Italiaan Fabio Aru versloeg zijn medevluchter Chris Froome en behaalde hiermee zijn tweede etappezege in deze Vuelta.

## Ritverslag
Het duurde bijna twee uur voor een noemenswaardige ontsnapping tot stand kwam. Het betrof het trio Johan Le Bon, Hubert Dupont en Luis Léon Sánchez. Onder druk van Team Movistar liepen de drie niet veel meer dan twee minuten uit. 
Team Sky nam de taak van Movistar over. De voorsprong slonk, maar Sánchez liet zijn medevluchters in de steek en sprokkelde nog wat punten voor de bergtrui.
Chris Froome trachtte in de tussensprint de drie seconden achterstand die hij op Valverde had in te halen, maar kwam een seconde te kort.
Fabio Aru kon een kleine voorsprong nemen, maar werd achtervolgd door de voornaamste favorieten. Onder hen slaagt alleen Froome erin om bij Aru te komen. Froome deed er alles aan om zoveel mogelijk uit te lopen op Valverde. Tegen Aru had hij in de eindsprint geen verweer, maar dankzij zijn kleine voorsprong verdrong Froome Valverde wel van de tweede plaats.

## Uitslagen
| Rituitslag |                    |                            |          |
| Plaats     | Naam               | Ploeg                      | Tijd     |
| Winnaar    | Fabio Aru          | Astana Pro Team            | 3u47'17" |
| 2          | Chris Froome       | Team Sky ProCycling        | + 1"     |
| 3          | Alejandro Valverde | Team Movistar              | + 13"    |
| 4          | Joaquím Rodríguez  | Team Katjoesja             | z.t.     |
| 5          | Alberto Contador   | Tinkoff-Saxo               | z.t.     |
| 6          | Samuel Sánchez     | BMC Racing Team            | + 17"    |
| 7          | Daniel Navarro     | Cofidis, Solutions Crédits | + 33"    |
| 8          | Daniel Moreno      | Team Katjoesja             | + 48"    |
| 9          | Damiano Caruso     | Cannondale                 | z.t.     |
| 10         | Warren Barguil     | Team Giant-Shimano         | z.t.     |
|            |                    |                            |          |
| 23         | Maxime Monfort     | Lotto Belisol              | + 2'24"  |
| 24         | Wilco Kelderman    | Belkin-Pro Cycling Team    | + 2'24"  |

| Algemeen Klassement |                    |                            |           |
| Plaats              | Naam               | Ploeg                      | Tijd      |
| Rode trui           | Alberto Contador   | Tinkoff-Saxo               | 71u38'37" |
| 2                   | Chris Froome       | Team Sky ProCycling        | + 1'19"   |
| 3                   | Alejandro Valverde | Team Movistar              | + 1'32"   |
| 4                   | Joaquím Rodríguez  | Team Katjoesja             | + 2'29"   |
| 5                   | Fabio Aru          | Astana Pro Team            | + 3'15"   |
| 6                   | Daniel Martin      | Garmin Sharp               | + 6'52"   |
| 7                   | Samuel Sánchez     | BMC Racing Team            | + 6'59"   |
| 8                   | Warren Barguil     | Team Giant-Shimano         | + 9'12"   |
| 9                   | Daniel Navarro     | Cofidis, Solutions Crédits | + 9'44"   |
| 10                  | Damiano Caruso     | Cannondale                 | + 9'45"   |
|                     |                    |                            |           |
| 14                  | Wilco Kelderman    | Belkin-Pro Cycling Team    | + 20'05"  |
| 16                  | Maxime Monfort     | Lotto Belisol              | + 22'10"  |

| Puntenklassement |                    |                         |        |
| Plaats           | Naam               | Ploeg                   | Punten |
| Groene trui      | John Degenkolb     | Team Giant-Shimano      | 149    |
| 2                | Alejandro Valverde | Team Movistar           | 130    |
| 3                | Alberto Contador   | Tinkoff-Saxo            | 120    |
|                  |                    |                         |        |
| 9                | Jasper Stuyven     | Trek Factory Racing     | 56     |
| 17               | Wilco Kelderman    | Belkin-Pro Cycling Team | 35     |

| Bergklassement        |                    |                        |        |
| Plaats                | Naam               | Ploeg                  | Punten |
| Bolletjestrui (blauw) | Luis León Sánchez  | Caja Rural-Seguros RGA | 58     |
| 2                     | Alejandro Valverde | Team Movistar          | 30     |
| 3                     | Alberto Contador   | Tinkoff-Saxo           | 24     |
|                       |                    |                        |        |
| 23                    | Pim Ligthart       | Lotto Belisol          | 5      |
| 25                    | Bart De Clercq     | Lotto Belisol          | 4      |

1e etappe ·
2e etappe ·
3e etappe ·
4e etappe ·
5e etappe ·
6e etappe ·
7e etappe ·
8e etappe ·
9e etappe ·
10e etappe ·
11e etappe ·
12e etappe ·
13e etappe ·
14e etappe ·
15e etappe ·
16e etappe ·
17e etappe ·
18e etappe ·
19e etappe ·
20e etappe ·
21e etappe
Startlijst · Eindstanden · Afbeeldingen